# Листопад 2016
Листопад 2016 — одинадцятий місяць 2016 року, що розпочався у вівторок 1 листопада та закінчиться в середу 30 листопада.

## Події
- 1 листопада
  - МЗС України попросило Раду Європи оцінити е-декларування щодо дотримання права на приватність [1].
- 2 листопада
  - В Японії з космодрому Танеґасіма запущено ракету-носій H-IIA з метеорологічним супутником Хімаварі-9[en] на борту[2].
  - Після 108-річної перерви «Чикаго Кабс» виграли Світову серію чемпіонату США з бейсболу в додатковому інінґу сьомої гри фіналу[en] та зняли прокляття цапа Біллі[en] [3] [4].
- 3 листопада
  - Щонайменше 22 людини загинуло та 65 отримали поранення внаслідок зіткнення двох потягів у м. Карачі в Пакистані[5].
  - У Китаї, з космодрому Веньчан здійснено успішний запуск найпотужнішої китайської ракети-носія «Великий похід-5», що вивела на орбіту експериментальний супутник «Шицзянь-17»[6].
- 4 листопада
  - Набула чинності Паризька кліматична угода, яка з 2020 року має прийти на зміну Кіотському протоколу[7].
  - Василь Титечко написав міні п'єсу-комедію «Декларації для еліти нації» про е-декларування [8] [9]
- 5 листопада
  - Американські хакери зламали телекомунікаційні, енергетичні та сайти командування Росії[10][11].
  - У Сеулі 40 000 демонстрантів вийшли на мітинг з вимогою відставки президента Південної Кореї Пак Кин Хє[12].
- 7 листопада
  - Голова Одеської ОДА Міхеіл Саакашвілі подав у відставку[13][14].
- 8 листопада
  - У США вибори Президента, частини сенаторів та членів Палати представників.
  - У Любляні (Словенія) було відкрито пам'ятник Григорію Сковороді за участі Президентів України Петра Порошенка та Словенії Борута Пахора[15].
- 9 листопада
  - Дональд Трамп переміг Гілларі Клінтон на президентських виборах у США [16], республіканці отримали більшість в Палаті представників і в сенаті США[17].
- 10 листопада
  - У результаті терористичного акту біля консульства Німеччини в м. Мазарі-Шариф в Афганістані шестеро людей загинули, понад 120 дістали поранень[18].
- 11 листопада
  - Україну було прийнято до Міжнародного Центру обробки даних вибухових пристроїв (IBDCWG), на 16-тій конференції організації в Тель-Авіві (Ізраїль)[19].
- 12 листопада
  - Щорічну Всеукраїнську Премію «Жінка ІІІ тисячоліття» отримала 41 видатна жінка, серед яких народна артистка України Вікторія Лукьянець, паралімпійська чемпіонка-2016 Єлизавета Мерешко, дружина Президента України Марина Порошенко, телеведуча та громадський діяч Соломія Вітвицька та інші[20].
- 13 листопада
  - За результатами президентських виборів у Болгарії[en] переможцем став Румен Радев[21].
  - За результатами президентських виборів у Молдові переможцем став Ігор Додон[22].
- 14 листопада
  - Голова Національної поліції України Хатія Деканоідзе оголосила про свою відставку[23].
- 15 листопада
  - Головний прокурор Міжнародного кримінального суду визнала ситуацію в Криму та Севастополі рівнозначною міжнародному збройному конфлікту між Росією та Україною[24].
- 16 листопада
  - Генеральна Асамблея ООН прийняла резолюцію щодо прав людини в Криму, в документі Росію визнано окупантом[25][26].
- 17 листопада
  - З космодрому Байконур запущено космічний корабель Союз МС-03 із трьома учасниками 50-ї та 51-ї експедицій на МКС[27].
- 18 листопада
  - Спускна капсула китайського космічного корабля «Шеньчжоу-11» з двома космонавтами на борту після місяця польоту успішно приземлилася на півночі Китаю[28].
- 19 листопада
  - Міжнародна федерація гімнастики заборонила виконувати іменний стрибок «The Radivilov» українця Ігоря Радівілова [29].
- 20 листопада
  - У результаті залізничної катастрофи в Індії[en] у штаті Уттар-Прадеш щонайменше 140 людей загинули, понад 200 травмовані[30].
- 21 листопада
  - Тропічний ураган «Отто» досягнув країн Центральної Америки[31].
- 22 листопада
  - За 37 км від японського містечка містечка Наміє (префектура Фукусіма) стався землетрус магнітудою 7,4 бали [32].
- 24 листопада
  - Відбувся саміт Україна — ЄС, за результатами якого рішення про надання безвізового режиму українцям знову відкладено[33].
  - Китайські вчені стали першими в світі, хто ввів дорослій людині клітини з генами, відредагованими методом CRISPR для лікування раку. Вчені подіваються, що даний експеримент стане початком Біомедичної дуелі між Китаєм і США під назвою Супутник 2.0 [34] [35].
- 25 листопада
  - На Кубі помер відомий революціонер Фідель Кастро[36].
  - Калтехівська група Френсіс Арнольд змайструвала білок, що синтезує силіційорганічні сполуки в бактеріях [37] [38].
  - Через терористичні акти в Ізраїлі вирують масштабні пожежі, евакуйовано частину населення міста Хайфа[39].
- 26 листопада
  - Боксер Василь Ломаченко переміг Ніколаса Волтерса та захистив чемпіонський пояс WBO [40].
- 27 листопада
  - Пілот команди «Мерседес» Ніко Росберг вперше став переможцем Чемпіонату світу з автоперегонів у класі Формула-1[41].
- 28 листопада
  - Вперше після Революції гідності проведено допит в режимі відеоконференції колишнього Президента України Віктора Януковича, під час якої Генеральний прокурор України Юрій Луценко оголосив йому підозру в державній зраді й поплічництві Російській Федерації в агресії проти України[42].
- 29 листопада
  - У Колумбії зазнав катастрофи літак з футбольною командою «Шапекоенсе», яка доправлялась на гру у фіналі Кубка Південної Америки проти Атлетіко Насьйональ, загинуло понад 70 людей[43].
  - Завершено встановлення захисної арки над зруйнованим реактором Чорнобильської АЕС[44].
  - Комітет з охорони нематеріальної культурної спадщини ЮНЕСКО включив козацькі пісні Дніпропетровської області до Списку нематеріальної культурної спадщини, які потребують негайної охорони[45].
  - У Москві заарештований французький музикант Дідьє Маруані[46]
- 30 листопада
  - Норвежець Магнус Карлсен відстояв звання чемпіону світу з шахів у матчі з росіянином Сергієм Карякіним[47].